# Боцана (Лука)
Боцана је насеље у Италији у округу Лука, региону Тоскана.
Према процени из 2011. у насељу је живело 28 становника. Насеље се налази на надморској висини од 0 м.